# 1099

## Събития
- кръстоносците от Първи кръстоносен поход превземат Йерусалим

## Починали
папа Урбан II